# Hexapod-Telescope
Pour les articles homonymes, voir HPT.
L'Hexapod-Télescope (HPT) est un télescope faisant partie de l'Observatoire Cerro Armazones, situé sur la montagne du Cerro Armazones au nord du Chili.

## Spécificités techniques
Ce télescope est remarquable de par la conception de son support. Au lieu du montage typique avec lequel le télescope se déplace sur deux axes rotatifs, la partie inférieure du télescope, (où se situe le miroir primaire) est supportée par six entretoises extensibles, un arrangement connu sous le nom de plateforme de Stewart. Cette configuration permet au télescope de se déplacer dans les six degrés de liberté et assure également une forte intégrité structurale, ce qui a pour conséquence un rapport très élevé entre la pression d'appui et son propre poids. De plus, la structure à six pieds permet un positionnement très précis. L'inconvénient du système est que le contrôle et la visée d'un télescope hexapode sont beaucoup plus complexes qu'avec des supports de télescope conventionnels.
La monture permet des observations jusqu'à 30° d'élévation. En utilisant des composites en fibre de carbone, le HPT est dix fois plus léger que les télescopes classiques avec la même ouverture.

## Instrumentation

### Miroir et formule optique
L'Hexapod Telescope est un  télescope à réflexion Ritchey-Chrétien de 1,5 mètre.
Le miroir principal en Zerodur provient de l'entreprise d'optique Carl Zeiss à Iéna. C'est une optique active d'un diamètre de 1,5 mètre montée sur 36 actionneurs piézoélectriques d'une épaisseur de seulement 50 mm. Le miroir secondaire est également porté par un hexapode réglable par moteur.
En raison des nombreuses possibilités de mouvement, le système de commande est complexe ; la conception électromécanique ne permet également que des vitesses de déplacement relativement lentes.

### Instrument dédié
En collaboration avec l'Observatoire du Königstuhl, l'AIRUB a développé le Spectrographe Optique Bochum Echelle (BESO) pour le HPT,. C'est une copie du FEROS (Fiber-fed Extended Range Optical Spectrograph) de l'Observatoire européen austral,.

## Historique
La monture du télescope hexapode a été conçue comme prototype pour un concept de télescope innovant dans les années 1980 et a été achevée par Krupp Industrietechnik (devenu Vertex Antennentechnik) dans les années 1990.
Le montage a été conçu par les ingénieurs de la société Vertex, en collaboration avec des astronomes de l'Institut d'astronomie de l'Université de la Ruhr à Bochum en Allemagne. Le HPT y a été testé sous la direction du professeur Rolf Chini.
En 2006, les pièces ont été acheminées dans les locaux de l'Observatoire Cerro Armazones (lui-même situé sur le sommet de la montagne principale) dans le désert d'Atacama, au Chili. L'AIRUB, en collaboration avec le Département d'Astronomie chilien de l'Université catholique du Nord, y développe cette partie de l'observatoire sur le Cerro Tololo, un sommet secondaire, à quelques kilomètres du Cerro Armazones,. Un bâtiment de contrôle est construit à côté du HPT.
Le télescope y est inauguré fin septembre.
Sa première lumière a lieu fin 2006.

## Financement
Ce projet est financé à hauteur de 184 000 euros par an sur une période de 15 ans par l’Académie des sciences et des arts de Rhénanie-du-Nord-Westphalie. La fondation Alfried Krupp von Bohlen und Halbach finance à hauteur de 600 000 euros la construction d'un nouveau spectrographe pour le projet. Les frais de déplacement du télescope hexapode sont à la charge du Ministère de la Science du Nord Westfalie (de).

## Objectif scientifique
Cet observatoire a pour but l'observation des jeunes étoiles et des quasars. Le professeur Rolph Chini et les astronomes du RUB en constitue l'équipe.

### Littérature
- Theodor Schmidt-Kaler: The Hexapod Telescope: A New Way to Very Large Telescopes. In: Progress in Telescope and Instrumentation Technologies, ESO Conference and Workshop Proceedings, ESO Conference on Progress in Telescope and Instrumentation Technologies, ESO, Garching, 27–30 April 1992, Garching: European Southern Observatory (ESO), 1992, edited by Marie-Helene Ulrich, p. 117